# Lower Bullingham
Lower Bullingham is een civil parish in het bestuurlijke gebied Herefordshire, in het Engelse graafschap Herefordshire met 1876 inwoners.